# 丹尼爾·波特

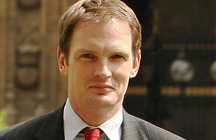
丹尼爾·波特

丹尼爾·波特（1978年10月30日—）是一位英格蘭政治人物，他的黨籍是保守黨。自1992年開始，他擔任中薩福克和北伊普斯威奇選區選出的英國下議院議員。他出生在肯特郡貝肯翰姆。

## 谴责中国政府
2020年9月8日在工党希柏恩·麦克唐纳的协调下，与包括英国保守党外交事务委员会主席托马斯·图根达特、自由民主党领袖爱德·戴维，以及英国绿党、苏格兰民族党和威尔士党在内的130多名议员给中国驻英大使刘晓明写信，联名谴责中国政府针对新疆维吾尔穆斯林的行为。